# Assaba
Assaba ou El-'Açâba (Árabe: لعصابة) é uma região da Mauritânia. Sua capital é a cidade de Kiffa.

## Limites
A região faz divisa com as regiões de Brakna e Tagant ao norte, a região de Hodh El Gharbi a leste, o Mali ao sul e as regiões de Gorgol e Guidimaka a oeste.

## Departamentos

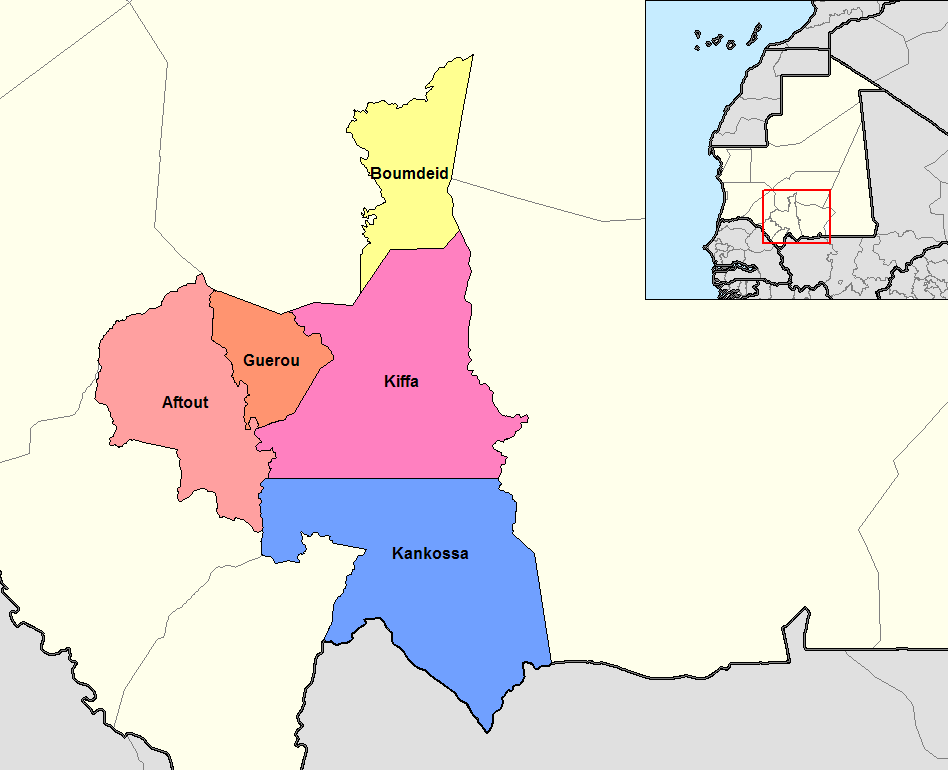
Departamentos de Assaba.

Assaba está dividida em 5 departamentos:
- Aftout
- Boumdeid
- Guerou
- Kankossa
- Kiffa

## Demografia
| 2000   | 2011   |
| 242265 | 338708 |